# Givenchy-lès-la-Bassée
Givenchy-lès-la-Bassée és un municipi francès situat al departament del Pas de Calais i a la regió dels Alts de França. L'any 2007 tenia 843 habitants.

## Demografia

### Població
El 2007 la població de fet de Givenchy-lès-la-Bassée era de 843 persones. Hi havia 306 famílies de les quals 52 eren unipersonals (20 homes vivint sols i 32 dones vivint soles), 89 parelles sense fills, 141 parelles amb fills i 24 famílies monoparentals amb fills.
La població ha evolucionat segons el següent gràfic:
Habitants censats

### Habitatges
El 2007 hi havia 311 habitatges, 306 eren l'habitatge principal de la família, 2 eren segones residències i 3 estaven desocupats. 304 eren cases i 7 eren apartaments. Dels 306 habitatges principals, 216 estaven ocupats pels seus propietaris, 88 estaven llogats i ocupats pels llogaters i 2 estaven cedits a títol gratuït; 5 tenien una cambra, 12 en tenien dues, 33 en tenien tres, 70 en tenien quatre i 185 en tenien cinc o més. 286 habitatges disposaven pel capbaix d'una plaça de pàrquing. A 134 habitatges hi havia un automòbil i a 140 n'hi havia dos o més.

### Piràmide de població
La piràmide de població per edats i sexe el 2009 era:
| Homes | Edats   | Dones |
| ----- | ------- | ----- |
| 0     | 95 o +  | 0     |
| 0     | 90 a 94 | 0     |
| 4     | 85 a 89 | 4     |
| 4     | 80 a 84 | 8     |
| 4     | 75 a 79 | 12    |
| 0     | 70 a 74 | 4     |
| 24    | 65 a 69 | 20    |
| 12    | 60 a 64 | 16    |
| 12    | 55 a 59 | 16    |
| 20    | 50 a 54 | 28    |
| 40    | 45 a 49 | 28    |
| 36    | 40 a 44 | 28    |
| 32    | 35 a 39 | 48    |
| 36    | 30 a 34 | 32    |
| 28    | 25 a 29 | 24    |
| 36    | 20 a 24 | 32    |
| 24    | 15 a 19 | 24    |
| 52    | 10 a 14 | 48    |
| 20    | 5 a 9   | 16    |
| 40    | 0 a 4   | 32    |

## Economia
El 2007 la població en edat de treballar era de 582 persones, 404 eren actives i 178 eren inactives. De les 404 persones actives 374 estaven ocupades (212 homes i 162 dones) i 30 estaven aturades (10 homes i 20 dones). De les 178 persones inactives 49 estaven jubilades, 80 estaven estudiant i 49 estaven classificades com a «altres inactius».

### Ingressos
El 2009 a Givenchy-lès-la-Bassée hi havia 321 unitats fiscals que integraven 930 persones, la mediana anual d'ingressos fiscals per persona era de 17.561 €.

### Activitats econòmiques
Dels 25 establiments que hi havia el 2007, 1 era d'una empresa de fabricació d'altres productes industrials, 6 d'empreses de construcció, 2 d'empreses de comerç i reparació d'automòbils, 1 d'una empresa de transport, 1 d'una empresa d'hostatgeria i restauració, 1 d'una empresa d'informació i comunicació, 1 d'una empresa financera, 2 d'empreses immobiliàries, 5 d'empreses de serveis, 4 d'entitats de l'administració pública i 1 d'una empresa classificada com a «altres activitats de serveis».
Dels 6 establiments de servei als particulars que hi havia el 2009, 2 eren fusteries, 1 lampisteria, 1 electricista i 2 empreses de construcció.
L'únic establiment comercial que hi havia el 2009 era una botiga de menys de 120 m².
L'any 2000 a Givenchy-lès-la-Bassée hi havia 3 explotacions agrícoles que ocupaven un total de 126 hectàrees.

## Equipaments sanitaris i escolars
El 2009 hi havia una escola elemental.

## Poblacions més properes
El següent diagrama mostra les poblacions més properes.